# Дятлик плямистий
Дя́тлик плямистий (Campethera scriptoricauda) — вид дятлоподібних птахів родини дятлових (Picidae). Мешкає в Східній Африці. Раніше вважався підвидом акацієвого дятлика.

## Опис
Довжина птаха становить 22 см. У самців верхня частина тіла, включно з надхвістям і верхніми покривними перами крил, а також нижні покривні пера крил зеленувато-охристо-коричневі, поцятковані жовтими і білими смужками. Крила коричневі, стернові пера на зовнішніх опахалах мають жовтувато-зелені краї і на внутрішніх опахалах поцятковані жовтувато-білими смужками. Верхня сторона хвоста коричнева, поцяткована поперечними блідо-жовтими смугами, нижня сторона хвоста жовтувата, стернові пера мають чорні кінчики. Нижня частина тіла блідо-жовта, груди поцятковані золотисто-коричневими плямками, на боках вони іноді переходять в смуги. Нижні покривні пера хвоста білі, поцятковані темними плямками або смужками. 
Верхня частина голови у самців червона, пера на лобі у них мають сірі кінчики. Через очі ідуть темно-коричневі смуги, скроні поцятковані чорнуватими смугами. Під дзьобом широкі червоні "вуса" з окремими чорними перами. Решта голови, підборіддя і горло білі, поцятковані чіткими чорними плямами. У самиць лоб і тім'я чорні, поцятковані білими плямами, червона пляма обмежена потилицею, "вуса" чорні, поцятковані білими плямами. Дзьоб темно-сірий, біля основи жовтий або жовто-зелений. Лапи сизі або сірувато-зелені, райдужки червоні, у молодих птахів темно-карі.

## Поширення і екологія
Плямисті дятлики мешкають на сході Танзанії, на півдні Малаві і на півночі Мозамбіку. Вони живуть в рідколіссях, саванах і сухих чагарникових заростях. Зустрічаються на висоті до 1600 м над рівнем моря. Живляться мурахами та їх личинками. В Малаві сезон розмноження триває у жовтні-листопаді. Гніздяться в дуплах дерев. В кладці 3 яйця.